# Ton van Engelen
Ton van Engelen ('s-Hertogenbosch, 4 oktober 1950) is een Nederlands voormalig doelman in het betaald voetbal. Als doelman was hij actief bij PSV, Feyenoord en Go Ahead Eagles. Na zijn voetballoopbaan is hij soigneur geworden bij verschillende Nederlandse professionele wielerteams.

## Voetbal
Van Engelen begon met voetballen bij de amateurclubs Vlijmense Boys, BVV en RKVV Wilhelmina. Zijn profdebuut maakte hij op 29 september 1976 in de Europacup I-wedstrijd PSV - Dundalk FC (6-0). Zijn laatste professionele wedstrijd speelde hij op 26 februari 1983 (met Go Ahead Eagles) tegen zijn oude club PSV: PSV - Go Ahead Eagles (5-0).

### Clubstatistieken
| Seizoen | Club              | Competitie | Competitie | Competitie | Beker | Beker | Internationaal | Internationaal | Totaal | Totaal |
| Seizoen | Club              | Competitie | Wed.       | Dlp.       | Wed.  | Dlp.  | Wed.           | Dlp.           | Wed.   | Dlp.   |
| ------- | ----------------- | ---------- | ---------- | ---------- | ----- | ----- | -------------- | -------------- | ------ | ------ |
| 1976/77 | PSV               | Eredivisie | 5          | 0          | ?     | ?     | 1              | 0              | 6      | 0      |
| 1977/78 | PSV               | Eredivisie | 3          | 0          | ?     | ?     | 1              | 0              | 4      | 0      |
| 1978/79 | PSV               | Eredivisie | 13         | 0          | ?     | ?     | 4              | 0              | 17     | 0      |
| 1979/80 | Feyenoord         | Eredivisie | 18         | 0          | ?     | ?     | 6              | 0              | 24     | 0      |
| 1980/81 | Feyenoord         | Eredivisie | 6          | 0          | ?     | ?     | 1              | 0              | 7      | 0      |
| 1981/82 | Feyenoord         | Eredivisie | 19         | 0          | ?     | ?     | 0              | 0              | 19     | 0      |
| 1982/83 | → Go Ahead Eagles | Eredivisie | 13         | 0          | ?     | ?     | 0              | 0              | 13     | 0      |
| 1983/84 | Feyenoord         | Eredivisie | 0          | 0          | ?     | ?     | 0              | 0              | 0      | 0      |
| Totaal  | Totaal            | Totaal     | 77         | 0          | ?     | ?     | 13             | 0              | 90     | 0      |

### Erelijst
| Competitie |        |         |     |     |
| Competitie | Aantal | Jaren   |     |     |
| PSV        | PSV    | PSV     | PSV | PSV |
| ---------- | ------ | ------- | --- | --- |
| Eredivisie | 1x     | 1977/78 |     |     |
| UEFA Cup   | 1x     | 1977/78 |     |     |
| Feyenoord  |        |         |     |     |
| KNVB beker | 1x     | 1979/80 |     |     |

## Wielersport
Na zijn voetballoopbaan is hij actief geworden in de wielersport. Eerst als ploegleider van amateurteams, en vanaf 1986 als verzorger van de professionele teams Skala-Skil, Roland-Skala, Panasonic, Novemail-Histor, Rabobank, Blanco, Belkin en LottoNL-Jumbo. Bij Team LottoNL-Jumbo is hij ook in het wielerseizoen 2017 nog werkzaam.
Van Engelen is als soigneur in alle grote wielerronden (Tour de France, Giro d'Italia, Vuelta a España) actief geweest. Bij zijn twintigste deelname aan de Ronde van Frankrijk ontving hij in 2007 uit handen van Bernard Hinault en Christian Prudhomme de traditionele onderscheiding.

## Trivia
- Ton van Engelen is de vader van Yvo van Engelen, voetballer bij NAC Breda en TOP Oss.
- Hij is afkomstig uit Vlijmen, net als wielrenner Lars Boom, ploegleider Piet Kuijs, de soigneurs Sjef van Engelen (broer van Ton) en Ton de Vaan en de mecaniciens Walter Boom (vader van Lars) en Jesper Boom (broer van Lars), die allemaal actief zijn (geweest) bij de wielerploeg LottoNL-Jumbo of een van de voorgangers Rabobank/Blanco/Belkin.